# U-56 (1938)
U-56 — малая подводная лодка типа IIC, времён Второй мировой войны. Заказ на постройку был отдан 17 июня 1937 года. Лодка была заложена на верфи судостроительной компании Deutsche Werke, Киль 21 сентября 1937 года под заводским номером 255. Спущена на воду 3 сентября 1938 года. 26 ноября 1938 года принята на вооружение и, под командованием обер-лейтенанта цур зее Вильгельма Цана вошла в состав 5-й флотилии.

## История службы
Совершила 12 боевых походов, потопила 3 судна (8 860 брт), 1 вспомогательное военное судно (16 923 брт); повредила 1 судно (3 829 брт).
30 октября 1939 атаковала тремя торпедами английский Линкор HMS Nelson, атака сорвалась в связи с тем, что взрыватели торпед не сработали. Позднее стало известно, что в момент атаки на HMS Nelson находился глава Адмиралтейства, будущий премьер-министр Великобритании Уинстон Черчилль.

### Судьба
Затонула 28 апреля 1945 года в результате британской бомбардировки Киля в районе с координатами 54°19′ с. ш. 10°10′ в. д.. 6 человек погибли, 19 спаслись.

## Командиры
- 26 ноября 1938 года — 21 января 1940 года — обер-лейтенант цур зее (с 1 июня 1939 года капитан-лейтенант) Вильгельм Цан (нем. Oberleutnant zur See Wilhelm Zahn)
- 22 января 1940 года — 13 октября 1940 года — обер-лейтенант цур зее Отто Хармс (нем. Oberleutnant zur See Otto Harms)
- 14 октября 1940 года — 21 апреля 1941 года — обер-лейтенант цур зее (с 1 февраля 1941 года капитан-лейтенант) Вернер Пфайфер (нем. Oberleutnant zur See Werner Pfeifer)
- 22 апреля 1941 года — 19 января 1942 года — обер-лейтенант цур зее Вольфганг Рёмер (нем. Oberleutnant zur See Wolfgang Römer)
- 20 января 1942 года — 14 ноября 1942 года — обер-лейтенант цур зее Гюнтер-Пауль Граве (нем. Oberleutnant zur See Günther-Paul Grave)
- 15 ноября 1942 года — 27 февраля 1944 года — лейтенант цур зее (с 1 апреля 1943 года обер-лейтенант цур зее) Хуго Дайринг (нем. Leutnant zur See Hugo Deiring)
- 28 февраля 1944 года — 30 июня 1944 года — обер-лейтенант цур зее Вернер Сосмикат (нем. Oberleutnant zur See Werner Sausmikat)
- 1 июля 1944 года — 22 февраля 1945 года — лейтенант цур зее Хайнрих Миеде (нем. Leutnant zur See Heinrich Miede)
- 9 января 1945 года — 5 февраля 1945 года — лейтенант цур зее Вальтер Кединг (нем. Leutnant zur See Walter Kaeding) (прикомандирован) (Кавалер Рыцарского Железного креста)
- 23 февраля 1945 года — апрель 1945 года — капитан-лейтенант Иоахим Зауэрбир (нем. Kapitänleutnant Joachim Sauerbier)

## Флотилии
- 26 ноября 1938 года — 31 декабря 1939 года — 5-я флотилия (учебная)
- 1 января 1940 года — 31 октября 1940 года — 1-я флотилия (боевая служба)
- 1 ноября 1940 года — 18 декабря 1940 года — 24-я флотилия (учебная)
- 19 декабря 1940 года — 30 июня 1944 года — 22-я флотилия (учебная)
- 1 июля 1944 года — 28 апреля 1945 года — 19-я флотилия (учебная)

## Потопленные суда
| Название         | Тип                     | Принадлежность | Дата                 | Тоннаж (брт) | Груз                              | Судьба          | Место                     |
| ---------------- | ----------------------- | -------------- | -------------------- | ------------ | --------------------------------- | --------------- | ------------------------- |
| Eskdene          | грузовое судно          | Великобритания | 2 декабря 1939 года  | 3 829        | 5 167 т генерального груза и угля | поврежден       | 56°30′ с. ш. 01°40′ з. д. |
| Rudolf           | грузовое судно          | Швеция         | 3 декабря 1939 года  | 2 119        | 2 760 т угля                      | потоплен        | 56°15′ с. ш. 01°25′ з. д. |
| Onto             | грузовое судно          | Финляндия      | 23 января 1940 года  | 1 333        | в балласте                        | потоплен (мина) | Grid AN 8177              |
| Boma             | грузовое судно          | Великобритания | 5 августа 1940 года  | 5 408        | 10 000 т угля                     | потоплен        | 55°44′ с. ш. 08°04′ з. д. |
| HMS Transylvania | вспомогательный крейсер | Великобритания | 10 августа 1940 года | 16 923       | -                                 | потоплен        | 55°50′ с. ш. 08°03′ з. д. |